# Trichodesma ambacense
Trichodesma ambacense là loài thực vật có hoa trong họ Mồ hôi. Loài này được Welw. miêu tả khoa học đầu tiên năm 1859.